# 峨眉山
峨眉山（がびさん、峨嵋山、ガビ山とも、拼音: Éméi Shān）は、中華人民共和国四川省にある山である。

## 概要

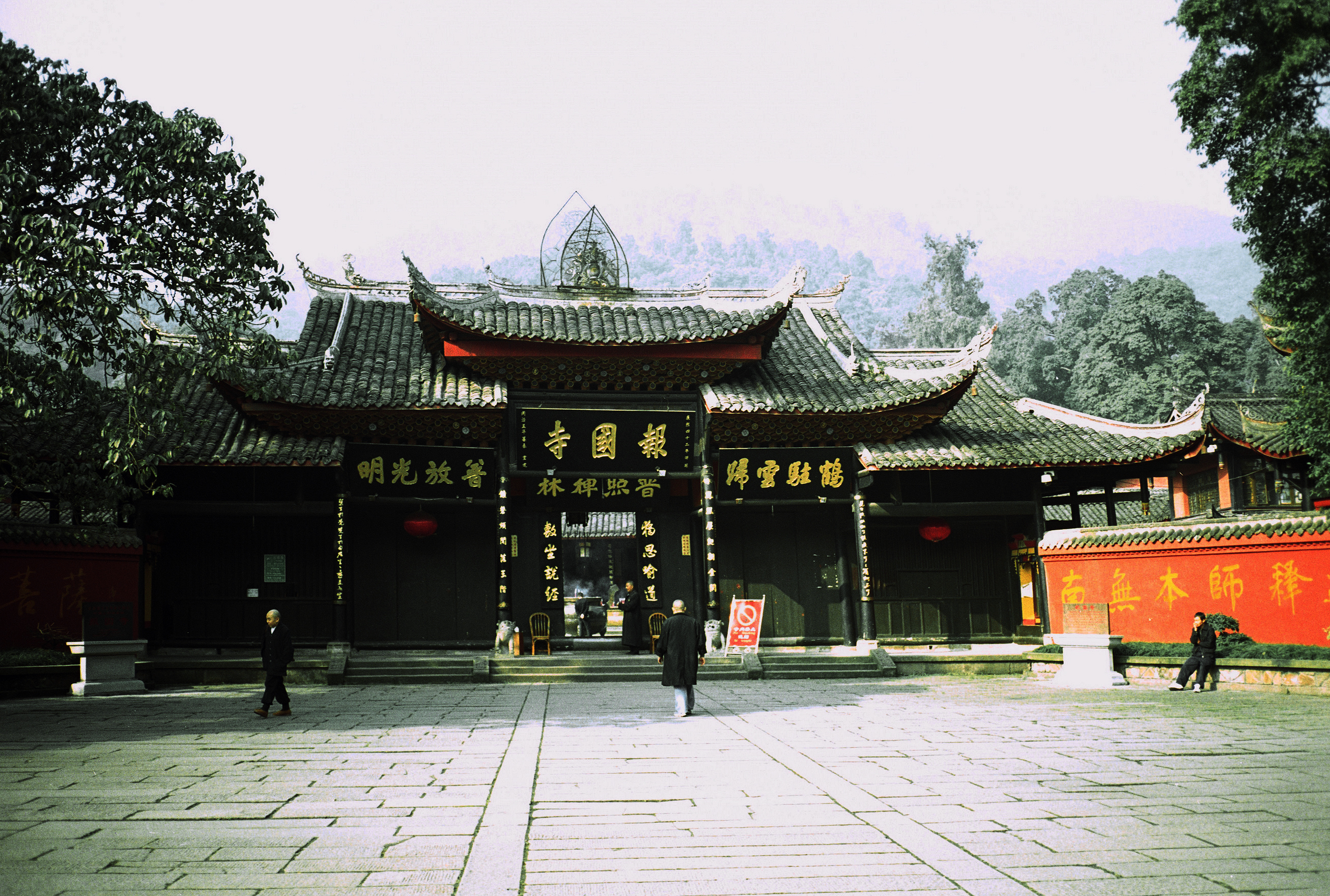
峨眉山報国寺

道教や中国の仏教で言うところの聖地で、中国三大霊山（五台山、天台山、峨眉山）や中国四大仏教名山（五台山、九華山、普陀山、峨眉山）の一つである。26の寺院を有し、普賢菩薩の霊場とされる。一帯は聖地となっていたために自然が護られ、亜熱帯の常緑樹林から亜高山帯のマツ林までの多様な植生があり、約3,200種の植物と絶滅危惧種を含む約2,300種の動物が生息している宝庫でもある。特にチベットモンキーが有名である。1996年12月6日には文化面、環境面両方が考慮され、楽山大仏と共に「峨眉山と楽山大仏」としてユネスコの世界遺産（複合遺産）に登録された。中華人民共和国国家級風景名勝区（1982年認定）、中国の5A級観光地（2007年認定）でもある。
一番高い峰が万仏頂（標高3,098メートル）で、頂まで32の名刹が続いている。後漢時代から仏教施設の建設が始まり、南宋時代に最盛期を迎えた。
現代最大の寺院は、登山口にあたる報国寺で、明の万暦43年（1615年）に明光道人が創建したとされている。

## 峨眉山トラップ
峨眉山一帯は峨眉山トラップと呼ばれる巨大火成岩岩石区である。これは2億6千5百万年前から2億5千9百万年前までの巨大噴火で噴出した50万立方kmの洪水玄武岩が起源である。この時期は顕生代（多細胞生物の化石が本格的に残っている年代である、5億4千万年前から現在まで）で最大の大量絶滅であるP-T境界に近いこともあり、P-T境界は峨眉山トラップが原因であるとする説が、2010年6月3日発表のサイエンス誌に掲載された。浅瀬で起きた噴火のため、証拠となる化石が残った。近年では、まずペルム紀中期ガダルピアン世の末期にガダルピアン-ローピンジアン（G-L）境界絶滅が起こり、その約800万年後にペルム紀後期末期のP-T境界絶滅が起こったとする説が有力であり、峨眉山トラップを作った噴火は前者のGL境界の原因とする見方がある。